# Brace' smaragdkolibrie
Brace'  smaragdkolibrie (Riccordia bracei synoniem: Chlorostilbon bracei) is een uitgestorven vogel uit de familie Trochilidae (kolibries). Deze vogel is alleen bekend van een in 1877 geschoten exemplaar dat in een museum bewaard is gebleven. 

## Verspreiding en leefgebied
Deze soort was endemisch op de noordelijke Bahama's.